# Lonchura
São pequenas aves de 8–12 centímetros, da família família estrildidae, que se alimentam principalmente de ‎sementes como painço, alpiste, niger, perilla, entre outras.

São calmas e pacíficas ‎podendo viver tranquilamente com outros pássaros quando em cativeiro.‎
O ninho é uma estrutura de grandes cúpulas, no qual botam em média 5–12 ‎ovos de coloração branca.‎

As espécies deste gênero são similares em tamanho e estrutura, mas suas ‎colorações são bem variadas.‎
Não a distinção física entre macho e fêmea, porém somente o macho canta.‎

Estas aves também são muito usadas como "ama-secas" por serem ótimos ‎criadores.‎

São originários da Ásia e África, mas seus exemplares podem ser encontrados em ‎várias partes do mundo como: Índia, Portugal, Taiwan, Brasil, França, Austrália, ‎entre outras.‎

## Lista de Espécies
- Lonchura atricapilla
- Lonchura bicolor
- Lonchura caniceps
- Lonchura cantans
- Manon-de-peito-castanho - Lonchura castaneothorax
- Lonchura cucullata
- Lonchura ferruginosa
- Lonchura flaviprymna
- Lonchura forbesi
- Lonchura fringilloides
- Lonchura fuscans
- Lonchura grandis
- Lonchura griseicapilla
- Lonchura hunsteini
- Lonchura kelaarti
- Lonchura leucogastra
- Lonchura leucogastroides
- Lonchura leucosticta
- Lonchura maja
- Lonchura malabarica
- Lonchura malacca
- Lonchura melaena
- Lonchura molucca
- Lonchura montana
- Lonchura monticola
- Lonchura nana
- Lonchura nevermanni
- Lonchura nigerrima
- Lonchura nigriceps
- Lonchura pallida
- Lonchura punctulata
- Lonchura quinticolor
- Lonchura spectabilis
- Manon-de-peito-branco - Lonchura striata
  - Manon - Lonchura striata domestica
- Lonchura stygia
- Lonchura teerinki
- Lonchura tristissima
- Lonchura vana
- Calafate - Lonchura oryzivora[1]